# West Union (Virginia Occidental)
West Union es un pueblo ubicado en el condado de Doddridge en el estado estadounidense de Virginia Occidental. En el Censo de 2010 tenía una población de 825 habitantes y una densidad poblacional de 849,42 personas por km².

## Geografía
West Union se encuentra ubicado en las coordenadas 39°17′47″N 80°46′30″O / 39.29639, -80.77500. Según la Oficina del Censo de los Estados Unidos, West Union tiene una superficie total de 0.97 km², de la cual 0.93 km² corresponden a tierra firme y (4%) 0.04 km² es agua.

## Demografía
Según el censo de 2010, había 825 personas residiendo en West Union. La densidad de población era de 849,42 hab./km². De los 825 habitantes, West Union estaba compuesto por el 99.27% blancos, el 0% eran afroamericanos, el 0.24% eran amerindios, el 0.12% eran asiáticos, el 0% eran isleños del Pacífico, el 0% eran de otras razas y el 0.36% pertenecían a dos o más razas. Del total de la población el 0.12% eran hispanos o latinos de cualquier raza.